# 니시아오야마역
니시아오야마역(일본어: 西青山駅)은 일본 미에현 이가시에 위치한 긴키 닛폰 철도 오사카 선의 철도역이다. 역 번호는 D 55이며, 상대식 승강장 2면 2선의 구조를 갖춘 지상역이다.

## 타는 곳
| 1 | D 오사카 선 | 하행 | 이세나카가와 · 마쓰사카 · 우지야마다 · 가시코지마 · 쓰 · 나고야 방면           |
| 2 | D 오사카 선 | 상행 | 나바리 · 야마토야기 · 오사카우에혼마치 · 오사카난바 · 고베 · 고베산노미야 방면 |

## 이용 현황
| 연도   | 1일 평균 승차 인원 |
| ------ | ------------------ |
| 1997년 | 27                 |
| 1998년 | 23                 |
| 1999년 | 23                 |
| 2000년 | 19                 |
| 2001년 | 17                 |
| 2002년 | 17                 |
| 2003년 | 16                 |
| 2004년 | 15                 |
| 2005년 | 14                 |
| 2006년 | 13                 |
| 2007년 | 13                 |
| 2008년 | 14                 |
| 2009년 | 14                 |
| 2010년 | 11                 |
| 2011년 | 13                 |
| 2012년 | 11                 |
| 2013년 | 12                 |
| 2014년 | 16                 |
| 2015년 | 33                 |

## 역 주변
- 국도 제165호선
- 아오야마 고원

## 인접 역
| 긴키 닛폰 철도 오사카 선           | 긴키 닛폰 철도 오사카 선 | 긴키 닛폰 철도 오사카 선             |
| ---------------------------------- | ------------------------ | ------------------------------------ |
| D54 이가코즈 오사카우에혼마치 방면 | D 오사카 선              | 히가시아오야마 D56 이세나카가와 방면 |